# Kika (2025)
Kika ist ein belgisches Filmdrama von Alexe Poukine aus dem Jahr 2025.

## Handlung
Die Sozialarbeiterin Kika erfährt, dass sie mit ihrem zweiten Kind schwanger ist, während sie gleichzeitig den Tod ihres Partners verarbeiten muss. Da sie nicht mehr genug Geld für die Versorgung ihrer Kinder verdient, wird sie zur Sexarbeiterin.

## Produktion
In der Titelrolle ist Manon Clavel zu sehen, die mit dem Film ihr Kinodebüt feiert. Für Regisseurin Poukine ist der Film ihr Debüt im Spielfilmbereich. Der Film ist eine Koproduktion zwischen Frankreich und Belgien. Im Juli 2024 wurde bekannt, dass das Projekt Fördermittel vom belgischen Investitionsfonds screen.brussels erhalten hat. Die Dreharbeiten begannen am 15. September und endeten am 5. November 2024 in Brüssel, Belgien.
Kika feierte seine Weltpremiere am 16. Mai 2025 im Rahmen der Internationalen Filmfestspiele von Cannes in der Sektion Semaine de la critique. Bereits im Vorfeld hatte Totem Films den internationalen Vertrieb übernommen. Der Kinostart in Belgien erfolgt am 25. Juni 2025 durch Imagine Films. Beim Filmfest München gewann der Film den Wettbewerb CineMasters. In Frankreich wird der Film durch Condor Distribution voraussichtlich im November in die Kinos gebracht.

## Rezeption
Aurore Engelen in Cineuropa: „Wenn Kika im Mittelpunkt steht, dann steht sie im Mittelpunkt einer menschlichen Konstellation, in der alle Perspektiven reichhaltig und einfühlsam dargestellt werden. Jede dieser Perspektiven enthält auch eine gewisse Wahrheit, über das Leben, aber auch über Kika selbst. Im Zentrum dieses Reaktors liefert Manon Clavel eine lebhafte Darbietung, deren Agilität diese radikale Mischung der Genres ermöglicht, in der Komödie und Drama ständig miteinander konkurrieren, als wolle sie uns daran erinnern, dass wir im Leben lachen und weinen, manchmal sogar gleichzeitig.“
Frédéric Rougeot in Cinema Reporters: „Ein hybrider Film, der in mehreren Etappen erzählt wird und das Porträt einer jungen Frau in einer Phase ihres Lebens zeichnet, in der Zweifel aufkommen, das Schicksal droht und Ereignisse sie in unbekanntes Terrain führen.“

## Auszeichnungen (Auswahl)
- 2025: Cannes-Nominierung für den Kritikerpreis für Kika
- 2025: Filmfest München im Wettbewerb Cinemasters für Kika